# Burgruine Kammerstein (Kammern)

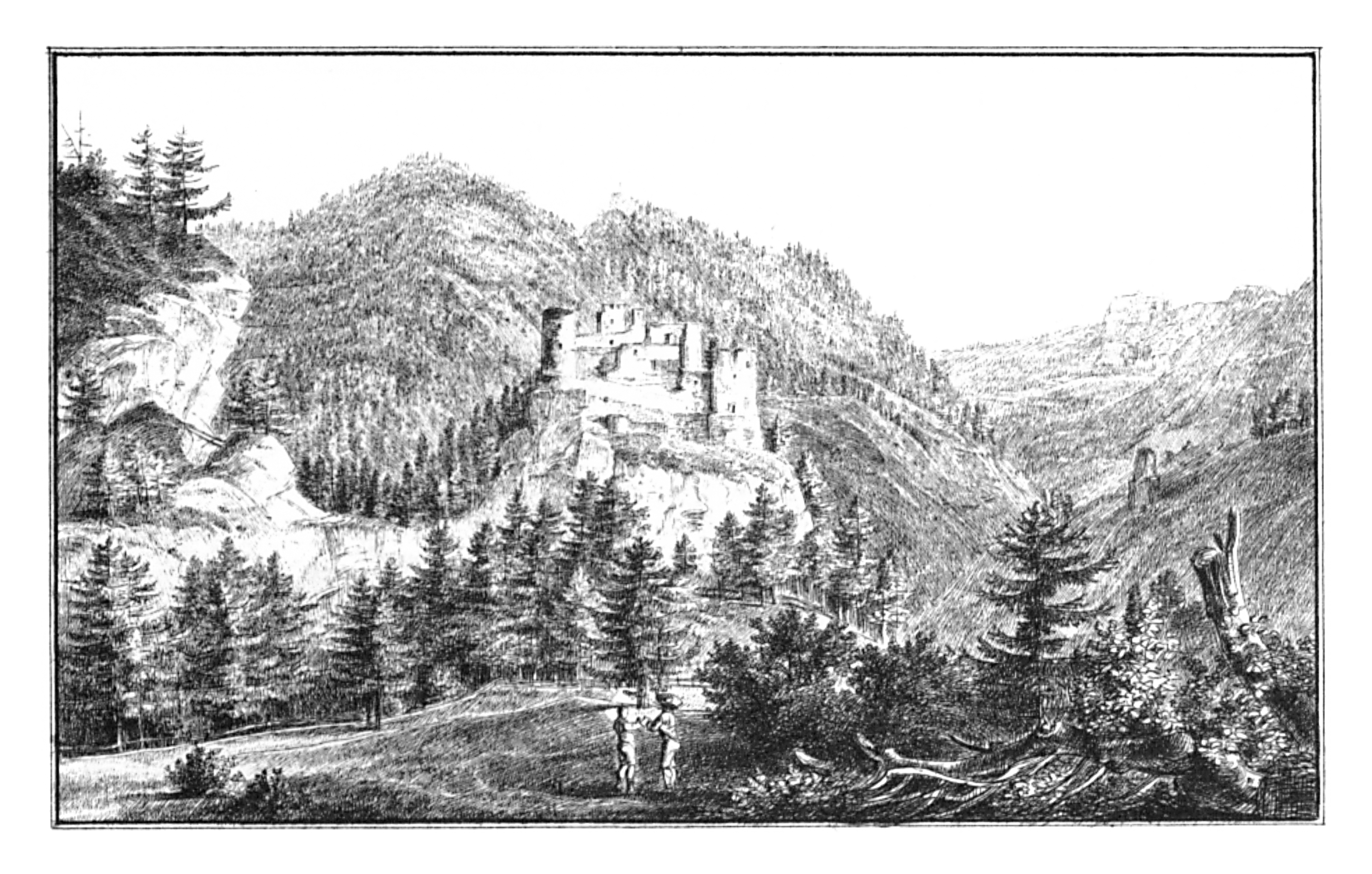
Lithografie von Joseph Franz Kaiser

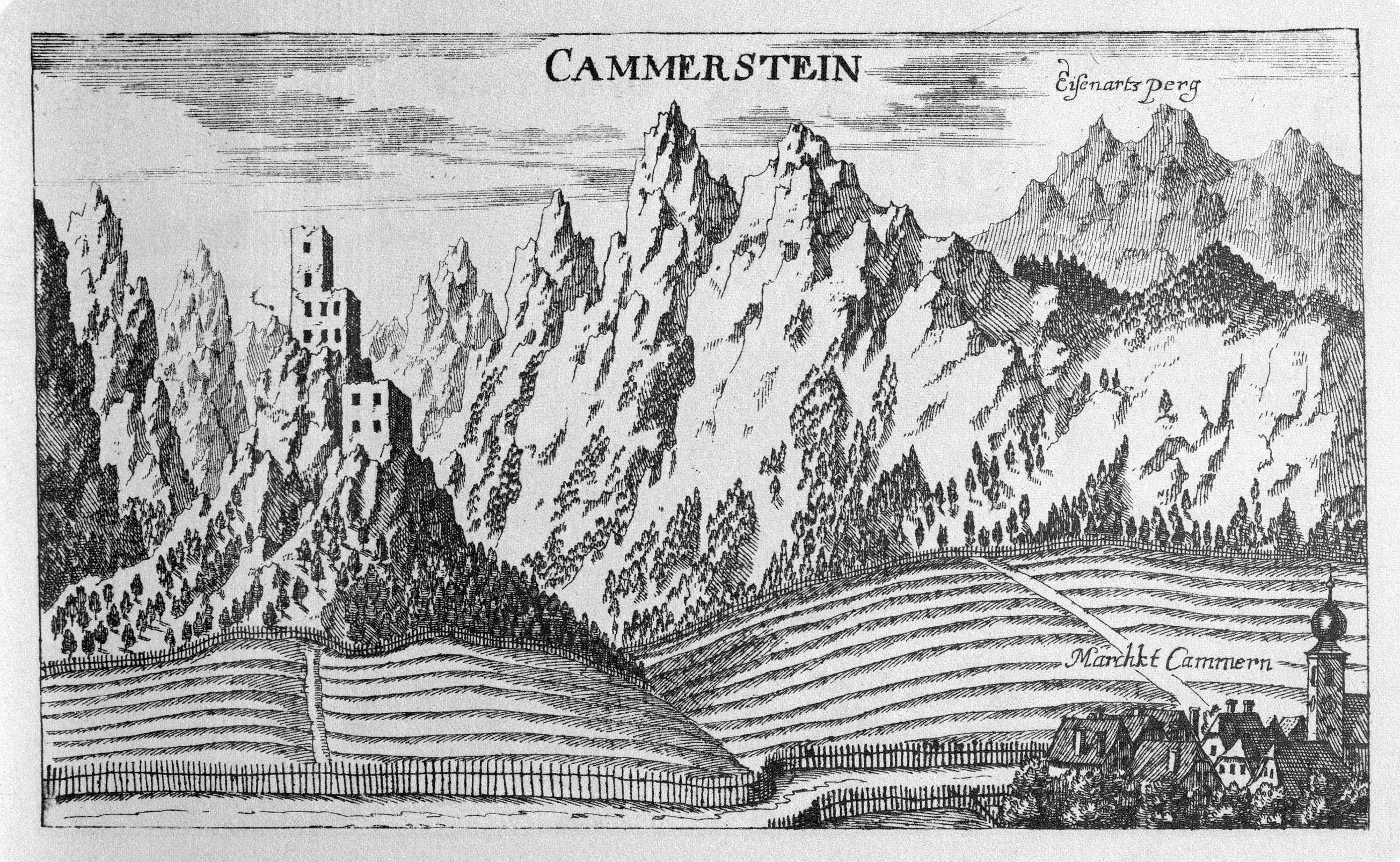
Lithografie von Georg Matthäus Vischer

Die Burgruine Kammerstein ist die Ruine einer Höhenburg in der Gemeinde Kammern im Liesingtal im Bezirk Leoben in der Steiermark.

## Lage
Die Reste der Burg stehen auf einem Felsvorsprung im Schlossgraben nordwestlich des Ortes Kammern im Tal der Liesing auf einer Höhe von 996 m ü. A.

## Geschichte
Die Ruine wird in ihren Grundmauern in das 12. Jahrhundert datiert, sie ist urkundlich 1150 erwähnt. In dieser Zeit wird mehrfach ein Adelsgeschlecht der Hochfreien von Kammern genannt. Ob die Burg tatsächlich mit diesem Geschlecht in Verbindung gebracht werden kann oder mit einer anderen in der Nähe liegenden Burganlage (Ober-Kammern, Ehrenfels), die heute ebenfalls Ruine ist, ist nicht belegbar.
Ab dem 13. Jahrhundert gehört die Anlage zum Besitz der Ehrenfelser, die Dienstmannen der steirischen Landesherren waren. In deren Besitz stand auch die etwa 400 Meter weiter westlich liegende Burg Ober-Kammern. Diese Familie blieb Burgbesitzer bis zu ihrem Erlöschen am Beginn des 15. Jahrhunderts. 1513 gelangte die Burg in den Besitz von Siegmund von Dietrichstein, der die Anlage ausbauen wollte. Dazu kam es durch Einfluss seines Schwiegervaters, Kaisers Maximilian I., nicht, dennoch wurden Renovierungsarbeiten durchgeführt (z. B. Verputz des Bergfrieds, gemalte Eckquader). Bereits 1542 wird die Burg als verfallen geschildert, von Georg Vischer wird sie 1681 als Ruine gezeichnet.

## Anlage
Die Burg hatte eine Ausdehnung von 70 mal 40 Meter, es sind noch der vier- bis fünfstöckige Bergfried, Reste des Torbaues, des Palas und einiger Mauern mit einer Mauerhöhe von etwa sechs Metern erhalten.